# Heliura suffusa
Heliura suffusa är en fjärilsart som beskrevs av Percy I. Lathy 1899. Heliura suffusa ingår i släktet Heliura och familjen björnspinnare. Inga underarter finns listade i Catalogue of Life.